# Cyber-Lip
Cyber-Lip (サイバーリップ?, Saibā-Rippu) è un videogioco arcade del 1990 di genere sparatutto a scorrimento, pubblicato sulla scheda hardware Neo Geo da SNK. Il titolo venne convertito cinque anni dopo (nel 1995) sul Neo Geo CD; tale versione presentava un doppiaggio migliore e una breve ma esauriente spiegazione della storia.

## Trama
Nel 2016, il governo federale ha approvato un progetto di colonia spaziale in risposta alla sovrappopolazione globale. Nel 2019, la Colonia CO5 era la roccaforte degli androidi. Tuttavia, molti androidi si rivelarono difettosi. L'anno successivo, il governo fece costruire un supercomputer chiamato Cyber-Lip per controllare gli androidi. Gli androidi furono addestrati a combattere un'imminente invasione aliena. Ora siamo nel 2030 e l'umanità è in pericolo a causa delle forze aliene e degli androidi ribelli combinati. Due dei migliori androidi veterani dell'esercito, Rick e Brook, sono stati inviati come ultimo disperato tentativo di respingere gli invasori e distruggere il malvagio Cyber-Lip riprogrammato.

## Modalità di gioco
In Cyber-Lip, i due personaggi giocanti Rick e Brook vengono controllati con un joystick e tre pulsanti d'azione. Il pulsante A serve per sparare, B invece per saltare e per ultimo C per cambiare arma. La velocità con cui vengono sparati i colpi varia a seconda dell'arma che si sta impugnando. Solo i colpi standard possono essere sparati rapidamente premendo rapidamente il pulsante. A terra, i colpi possono essere sparati orizzontalmente e verticalmente. I colpi diagonali e quelli verso il basso mentre si salta non sono possibili. Tuttavia, se il protagonista è appeso a una barra, può sparare giù premendo il joystick verso il basso.
Il giocatore combatterà contro un gran numero di nemici, raccogliere potenziamenti e sconfiggere diversi boss di fine livello. Oltre alla pistola normale, si possono ottenere e utilizzare altre armi come lanciafiamme e lanciarazzi. Tuttavia, le munizioni sono limitate e il giocatore potrà cambiare arma per risparmiare. I boss richiedono al giocatore di colpire ripetutamente i loro punti deboli. Tra un livello e l'altro, il giocatore deve scegliere se salire o scendere in un ascensore, il che determinerà casualmente se il giocatore passerà al livello successivo. Se egli sceglie il pulsante sbagliato dell'ascensore, dovrà attraversare un pericoloso sottolivello prima di procedere al livello successivo. Dopo aver superato i livelli da uno a sei, il giocatore si troverà di fronte a una sala computer con otto porte, che determineranno casualmente quale dei sei boss precedenti affronterà il giocatore, l'ultima sala munizioni o la possibilità di affrontare Cyber-Lip stesso.

## Accoglienza
In Giappone, la rivista Game Machine elencò Cyber-Lip nel numero del 15 dicembre 1990 come la quarta unità arcade di maggior successo del mese. Allo stesso modo, RePlay ha riferito che era il sesto gioco più popolare in Nord America. Il titolo ha ricevuto recensioni contrastanti fin dalla sua uscita iniziale nelle sale giochi e, in seguito, su Neo Geo AES.
Nel 2014, Hobby Consolas ha identificato Cyber-Lip come uno dei venti migliori giochi per il Neo Geo CD.